# Loarn di Dalriada
Loarn mac Eirc (fl. V secolo) è stato un leggendario re della Dál Riata che probabilmente visse nel V secolo.

## Biografia
Il Duan Albanach, il Senchus Fer n-Alban e altre genealogie dicono che era figlio di Erc figlio di Eochaid Muinremuir. Nessuna fonte lo menziona esplicitamente come re e il suo principale valore è quello di essere eponimo antenato dei Cenél Loairn, clan che controllava la parte settentrionale dell'area di Argyll, attorno al Firth di Lorne, che forse includeva anche l'isola di Mull, Morvern e Ardnamurchan. Sembra che il centro del regno si trovasse a Dun Ollaigh, nei pressi di Oban, mentre quello religioso a Lismore, che in seguito divenne sede del vescovo di Argyll.

## Discendenti di Loarn
Diversi re di Dál Riata provenivano dai Cenél Loairn e si dichiaravano discendenti di Loarn. 
- Ferchar Fota
- Ainbcellach mac Ferchair
- Selbach mac Ferchair
- Dúngal mac Selbaig
- Muiredach mac Ainbcellaig

Nell'Alto medioevo anche i Mormaers of Moray reclamarono una discendenza da Loarn.
- Findláech mac Ruaidrí
- Máel Coluim mac Máil Brigti
- Gille Coemgáin mac Máil Brigti
- Mac Bethad mac Findláich (anche re di Alba)
- Lulach mac Gille Coemgáin (anche re di Alba)
- Máel Snechtai mac Lulaich
- Óengus